# Mico intermedia
El tití de Aripuana (Mico intermedia)  es una especie de primate platirrino de la familia Callitrichidae. Una vez fue clasificado como una subespecie de Callithrix humeralifera (actual Mico humeralifera) denominándola Callithrix humeralifera intermedia.
Vive en la Amazonia de Brasil en el estado de Mato Grosso. En particular prefiere los bosque que no tienden a inundaciones a consecuencia del desbordamiento de los ríos en la estación lluviosa.
Viven en grupos de 10 individuos en la que manda una hembra dominante,cada grupo define un área de 28 hectáreas los enfrentamientos violentos son raros. Se alimenta de insectos, savia, frutos y bayas.